# Nieves Álvarez (escritora)
Nieves Álvarez Martín (Mingorría, 11 de febrero de 1949) es una escritora y artista plástica española residente en la comunidad de Cantabria desde los años 80. También es poeta, narradora y activista cultural.

## Trayectoria profesional
Dedicada a la producción de su obra literaria y plástica, ha compaginado siempre éstas con su labor pedagógica en un Instituto de Secundaria. Desde el año 2009 se dedica en exclusiva a la literatura y al arte. He publicado más de doscientos materiales didácticos multimedia, algunos de ellos traducidos a más de veinte lenguas. Colabora en revistas educativas y literarias, ha dirigido programas de radio y televisión, participado en más de una treintena de obras literarias colectivas, revistas y antologías, coordinado publicaciones y actos poéticos. Es autora de cuentos, cómic, CD, DVD, cajas de juegos, etc. 
Como poeta, su elaborado lenguaje lo aplica a los títulos de sus obras, estos son sumamente líricos tanto en su obra literaria como en los títulos de su obra plástica.

## Obra

### Proyectos didácticos
Ha realizado numerosos proyectos didácticos como la serie Pensar en euros dicha serie abarca diferentes temas relacionados con la formación del consumidor como un Documento guía, Euroformación en todos los estratos de la enseñanza desde infantil hasta el bachillerato. editado por el Ministerio de Economía y Hacienda en el año 2000.  Así como varios libros sobre la educación del consumidor  el libro Lines metodológicas para la educación del consumidor editado por el Instituto Nacional de Consumo  en el año 1991. ISBN 84-86816-09-2. Además de realizar estudios con fines didácticos, aúna su faceta de poetisa en los temas de educación generando métodos, manuales, talleres, viajes como Viaje de Marta a Consumerilandia ISBN 13: 978-84-86816-01-8 , El consumo va a la escuela  ISBN 13: 978-84-7668-169-5. Los tesoros del agua ISBN  SA-442-2008.
En la entrevista realizada por el Diario Montañés en el año 2006  declara "Un pueblo sabio puede transformar la realidad, por difícil que sea" . En esta misma entrevista se puede leer sus posicionamientos ideológicos respecto a la enseñanza  A la pregunta sobre educación 

¿Qué reforma política considera más necesaria?

Una gran reforma para que la educación sea el centro de la vida. Un pueblo formado, sabio, sensible, es capaz de transformar la realidad en la que vive por muy difícil que ésta sea. Yo soy profesora y he procurado transmitir a mis alumnos el entusiasmo de estudiar, que sientan que están aprendiendo. Y si un sistema educativo no logra hacerlo es que está mal. La educación debe ser ilusionante.

### Obra plástica
Ha realizado numerosas exposiciones, cabe destacarː
Teoría del caos, exposición en Santander en el año 2018
Mira desde mis ojos (exposición individual) en el Palacete del Embarcadero, Autoridad Portuaria y Gobierno de Cantabria, Santander en el año  2018.
La exposición Nombres de mujer  la presentó en el Observatorio del Arte de Arnuero en el año 2020

### Obra literaria
Estudios editados:
- Descubrir lo que se sabe (estudio de género de 38 premios de poesía) Genialogías y Tigres de papel. Madrid, 2017 (ampliado en 2019).[9]

- Valores y temas transversales en el curriculum, editado por editorial Grab. ISBN 13: 978-84-7827-619-6[2]

Obra poética editada
- Voces nuevas. XVII Selección. Torremozas. Madrid, 2004.[10] ISBN 9788478393206
- Trenes de Cercanías. Caja Cantabria. Santander, 2005. ISBN 97884934183-0-4
- Navegando Fantasmas: tras las huellas de Gulliver. Torremozas, 2006. ISBN 9788478393626
- Intrusos en el tiempo. Teorema de la lírica. Premio de Poesía Vicente Martín. Vitruvio. Madrid, 2007. ISBN 978-8496312029
- La memoria del bosque (primera edición). EducArte poesía y Observatorio del Arte. Ayuntamiento de Arnuero. Santander, 2007. ISBN 9788461159130
- Contrastes. Gobierno de Cantabria y EducArte. Santander, 2007. ISBN 978-84-611-7390-7
- Luces y sombras. Ayuntamiento de Avilés. 2009.
- La Magia de la voz. Ayuntamiento de Bujalance. XVII Premio Poeta Mario López.[3] ISBN  978-84-89809-34-5
- Los íntimos secretos de la voz. XIV Premio de poesía Nicolás del Hierro. Piedra Buena (Ciudad Real) ISBN 978-84-935063-8-4
- Con A de mujer. EducArte. Santander, 2011.
- Desde todos los nombres (abecedario del olvido). Cuadernos del Laberinto. Madrid, 2014.[11] ISBN 978-84-941902-0-9
- Erótica de la luz (liturgia de las horas). Vitruvio. Madrid, 2014.[12] ISBN 978-84-942744-2-8
- Tremor de polvo rojo. Amargord, 2018.[13]

Obra en prosa editada.
- Marta en Consumerilandia. Primer Premio Nacional de Cuentos. INC. Madrid, 1985 Viaje de Marte a Consumerilandia: (o la ley del consumidor entra en la escuela). ISBN 978-84-86816-01-8[14]
- ...y diez. Tercer premio en el IV Certamen de Relato Corto del Consejo de la Mujer de Cantabria. Santander, 2003.[15]
- Fantasmas en la boca. 13 relatos y un sueño. Editorial Tantín. Santander, 2004. ISBN 978-84-96143-32-6
- Geranios Rojos. Primer premio en el VII Certamen de Relato Corto del Consejo de la Mujer de Cantabria. Santander 2005 y 2006.[16]
- Casandra en Santander . Premio Regional Coca-Cola, 50 Aniversario. Madrid, 2010.[17]
- Ciudad Azul. Premio en el XV Concurso Nacional de Cuentos Infantiles. Tertulia Goya. Santander 2010.[18]
- Platos Rotos . Dirección General de Igualdad, Mujer y Juventud. Consejería de Presidencia y Justicia. Gobierno de Cantabria "En los ojos del miedo", 2012.
- Una librería para descambiar. Premio especial del jurado Radio Nacional y Fundación CAIXA. Madrid, 2011. Recogido en el libro Relatos que merecen un lugar en la historia, Obra Social Caixa, Barcelona, 2013.[19]

- Alicia en el país de la alegría (novela) . Editorial Lastura, 2019.[20][21] ISBN 978-84-949652-3-4

Proyectos literarios, coordinados, destacar las siguientes publicaciones colectivas:
- Cristales. Proyecto. Género Femenino Número Plural. Antología con 11 mujeres poetas de Cantabria. Dirección General de Igualdad, Mujer y Juventud. Consejería de Presidencia y Justicia. Gobierno de Cantabria. Santander, 2012.
- Nombres de mujer. (plaquette). Antología con 7 poetas de Cantabria. Ayuntamiento de Arnuero. EducArte (poesía) 2013.[22]
- 28.28. La Europa de las escritoras. Antología con 28 poetas españolas y 28 europeas. Gobierno de Cantabria, Santander. 2015.[23]
- Hablando con Teresa de mujer a mujer. Antología con 14 poetas españolas. Gobierno de Cantabria, Santander. 2015.
- De dos en dos. ¿Esto es amor o poesía? Antología con 8 poetas de Cantabria (4 hombres y 4 mujeres). Sala Bretón. Ayuntamiento de Astillero. 2016. ISBN 978-84-695-6725-8.[24]
- Ponte en mi piel. Antología con 13 artistas (6 hombres y 7 mujeres) y 28 poetas (mujeres). Vicepresidencia del Gobierno de Cantabria. Dirección General de Igualdad y Mujer. Santander, 2017.[25]
- Mira desde mis ojos (exposición individual, con la participación de 50 poetas, hombres y mujeres), Palacete del Embarcadero, Autoridad Portuaria y Gobierno de Cantabria, Santander, 2018.[26]

#### Instalaciones poéticas comisariadas por la autora
Selección exposiciones individuales o colectivas
- /A. Reflexiones sobre la violencia contra la mujer. Proyecto. Género Femenino Número Plural.(colectiva con 6 artistas de Cantabria, mujeres). Palacete del Embarcadero de Santander. 2012.[27]

- Entorno-vínculos: Bosques luminosos (exposición individual). Colegio de Arquitectos de Cantabria. Santander, 2013.
- Poesía, agua, luz (exposición individual). Biblioteca Central. Gobierno de Cantabria. Santander, 2013.
- Teresa. Erótica de la luz (exposición individual). Sala de Náutica, Universidad de Cantabria. Santander, 2015.
- Ponte en mi piel (exposición colectiva, con 13 artistas) Universidad de Cantabria en Santander. Facultad de Derecho (2016) y Centro Nacional de Fotografía CN-FOTO de Torrelavega, 2017.
- Miradas en el tiempo. Creadoras de Cantabria (13 artistas, exposición comisariada por Gloria Bermejo). Del 8 de marzo al 3 de abril en la Biblioteca Central de Cantabria. Santander. 2017.
- Des(H)echos. (2 artistas: Miguel Ángel García y Nieves Álvarez). Observatorio del Arte de Arnuero. 2017.
- Números rojos. (exposición individual). Molino de Mareas de Santa Olaja (Arnuero), 2017.
- Poesía Líquida (instalación integrada en Voces del Extremo). Sala de exposiciones del Teatro Felipe Godínez. Moguel, 2018.
- Poesía Líquida (exposición Individual, dentro del festival Voix Vives), Museo de Santa Cruz, Toledo, 2018.
- Ellas hablan luz (exposición colectiva, comisariada por Luisa Álvarez) en O_Lumen. Madrid, 2018.
- Mira desde mis ojos (exposición individual). Palacete del Embarcadero, Autoridad Portuaria y Gobierno de Cantabria, Santander, 2018.

## Premios
Ha obtenido diversos premios y distinciones profesionales, entre otros:
- XI Concurso de Experiencias Escolares sobre Educación del Consumidor, Editorial Santillana (1989)[28]
- Premio Prensa-Escuela otorgado por el Ministerio de Educación (1989)
- Premio Nacional Escuela y Sociedad (1993)[29]
- Premio en el Concurso de Juguetes y Juegos que difundan la idea del EURO, por el juego El euromercado, editado por FALOMIR. Madrid 1998[30]
- Premio TOPACE (Tower Person in Consumer Education), entregado en Berlín, año 2001, en reconocimiento a su trayectoria profesional[30]